# Swings of fate
Swings of fate 1.er álbum de estudio de Lava, editado en 2003. El disco recibió una pobre recepción por parte del público pero tuvo buenas críticas en los medios de comunicación.

## Lista de canciones
- Todas las canciones compuestas por Carlos Timón

1. "Swings of fate" – 2:27
  - Marcos Monge - Saxo
  - Fran Padilla - Congas
  - Javier Gallego - Batería
  - Carlos Timón - Guitarra
2. "Ritmo rápido" – 2:36
  - Fran Padilla – Congas, cowbell y clave
  - Javier Díez-Ena – Contrabajo
  - Juan Carlos Lores - Flautas
  - Marcos Monge - Saxo
  - Javier Adán – Guitarra clásica
  - Carlos Timón - Guitarra
3. "Ferrinho" – 3:18
  - Fran Padilla – Darbuka y maracas
  - Javier Díez-Ena – Contrabajo
  - Belinda Baxter - Voz
  - Javier Gallego - Batería
  - Javier Adán – Guitarra clásica
  - Carlos Timón - Guitarra
4. "Masira" – 2:18
  - Belinda Baxter - Voz
  - Fran Padilla – Voz, surdo, shaker, congas y güiro
  - Javier Díez-Ena – Contrabajo
  - Javier Adán – Guitarra
  - Javier Gallego - Batería
  - Marcos Monge - Saxo
  - Carlos Timón - Voz y guitarra
5. "Miss Barros" – 3:24
  - Belinda Baxter - Voz
  - Juan Carlos Lores - Flauta
  - Fran Padilla – Surdo, shaker y congas
  - Javier Díez-Ena – Contrabajo
  - Carlos Timón - Guitarra
6. "Arpista" – 1:18
  - Andrés J. Park - Voz
  - Javier Díez-Ena – Contrabajo
  - Juan Carlos Lores - Flautas
  - Javier Adán – Melódica
  - Carlos Timón - Guitarra
7. "Sodade" – 2:22
  - Fran Padilla – Congas
  - Marcos Monge - Saxo
  - Javier Gallego - Batería
  - Carlos Timón - Guitarra
8. "Mindelo" – 0:44
  - Fran Padilla – Congas
  - Marcos Monge - Saxo
  - Carlos Timón - Guitarra
9. "Homeland" – 1:36
  - Belinda Baxter - Voz
  - Javier Díez-Ena – Contrabajo
  - Carlos Timón - Guitarra
10. "Something to keep Bel happy" – 3:29
  - Fran Padilla – Congas, cowbell y pailas
  - Mike Davies – Batería
  - Marcos Monge - Saxo
  - Javier Díez-Ena – Didgeridoo y contrabajo
  - Javier Adán – Melódica
  - Carlos Timón - Guitarra
11. "Agridulce" – 2:21
  - Belinda Baxter - Voz
  - Arpád Celibidache - French horn
  - Javier Gallego - Batería
  - Javier Adán – French horn y bass keyboard
  - Carlos Timón - Guitarra
12. "Slave Nation" – 1:48
  - Javier Adán – Guitar y synthesizer
  - Fran Padilla – Voz
  - Belinda Baxter – Voz
  - Javier Gallego - Batería
  - Carlos Timón - Guitarras
13. "We lived by the sea" – 2:06
  - Belinda Baxter – Voz
  - Carlos Timón - Guitarra
14. "Ukulu" – 2:17
  - Javier Díez-Ena – Contrabajo
  - Javier Adán – Slide guitar
  - Belinda Baxter – Voz
  - Carlos Timón - Guitarra
  - Javier Gallego - Batería
  - Carlos Timón - Voz y guitarra
15. "Acts of sheer desperation" – 4:00
  - Mike Davies – Batería
  - Javier Adán – Slide guitar y silbidos
  - Javier Díez-Ena – Contrabajo
  - Carlos Timón - Guitarra y silbidos
16. "Confusing dreams" – 2:33
  - Marcos Monge - Saxo
  - Carlos Timón - Guitarra

## Credits
- Carlos Timón – Voz, Guitarra
- Fran Padilla – Congas, cowbell, clave, darbuka, maracas, surdo, shaker, güiro y voz
- Belinda Baxter – Voz
- Juan Carlos Lores - Flautas
- Marcos Monge - Saxo
- Javier Díez-Ena – Contrabajo
- Javier Adán - Guitarra
- Javier Gallego – Batería
- Andrés J. Park - Voz

- Datos: Q6136672